# Kalimati (Tarik)
Kalimati is een bestuurslaag in het regentschap Sidoarjo van de provincie Oost-Java, Indonesië. Kalimati telt 4798 inwoners (volkstelling 2010).